# 바바 노부유키
바바 노부유키(일본어: 馬場伸幸, 1965년 1월 27일 ~ )는 일본의 요식업자 출신 정치인이다. 일본유신회 소속으로, 일본유신회 간사장 및 공동대표를 맡았으며 중의원 의원(4회)을 지냈다. 경력으로 일본유신회 제3대 대표, 오사카 유신회 부대표, 도쿄 유신회 최고 고문 외에, 사카이시의회 의원이자 동 의회의 부의장 및 의장직을 역임했다.

## 같이 보기
- 일본유신회 (2016년)